# Eresia esora
Eresia esora är en fjärilsart som beskrevs av William Chapman Hewitson 1857. Eresia esora ingår i släktet Eresia och familjen praktfjärilar. Inga underarter finns listade i Catalogue of Life.